# Manzanilla
Manzanilla è un comune spagnolo di 2 464 abitanti situato nella comunità autonoma dell'Andalusia.